# Trstená
Trstená és una ciutat d'Eslovàquia. Trstená es troba al riu Orava a l'embassament de l'Orava a la part eslovaca de la vall d'Orava, aproximadament a 6 quilòmetres (4 milles) al sud de la frontera amb Polònia. La seva altitud és de 607 m (1.991 peus). Trstená està envoltada de camps, turons, boscos densos i les muntanyes Tatra a l'est. A prop hi ha piscines termals. L'aeroport internacional més proper és Cracòvia a Polònia. La ciutat té transport ferroviari i per carretera.

## Història
El 1371, el rei Lluís I d'Hongria va concedir a Ladislav Piasta d'Opole, (palatí hongarès i propietari del districte d'Orava), Schwankomir (notari i cunyat de Piasta), Jan Hertel, parent de Schwankomir d'Einseidel a Silèsia (i els seus fills), Jakub i Martin) i els germans de Ladislav (Janko, Grimok, Junislav i Wismer) per establir una nova ciutat al bosc (des del rierol de Zabiedov (Zadowa) fins a la vall de Bucovina), prop de Tvrdošín (Wardossin). Aquesta nova ciutat era Trstená, una ciutat de mercat. El nom de la ciutat prové de la paraula canya (eslovac: trstina).

## Demografia
| Godina             | 1994 | 2004   | 2014   | 2024   |
| ------------------ | ---- | ------ | ------ | ------ |
| Nombre de persones | 7002 | 7579   | 7429   | 6953   |
| Diferència         |      | +8,24% | −1,97% | −6,40% |

| Godina             | 2023 | 2024   |
| ------------------ | ---- | ------ |
| Nombre de persones | 6978 | 6953   |
| Diferència         |      | −0,35% |

## Ciutats agermanades
- Hořice, República Txeca
- Žirovnice, República Txeca
- Išaseg, Hongria
- Žarnovica, Eslovàquia
- Želiezovce, Eslovàquia
- Jablonka, Polònia